# Tour de Fatih Sultan Mehmet
El Tour de Faith Sultan Mehmet (llamado oficialmente: Tour of Faith Sultan Mehmet) es una carrera profesional de ciclismo en ruta por etapas que se realiza en Turquía, fue creada en el 2018 y recibió la categoría 2.2 dentro de los Circuitos Continentales UCI formando parte del UCI Europe Tour.

## Palmarés
| Año  | Ganador       | Segundo           | Tercero           |
| ---- | ------------- | ----------------- | ----------------- |
| 2018 | Galym Ajmétov | Sergey Luchshenko | Stanislau Bazhkou |

## Palmarés por países
| País       | Victorias |
| ---------- | --------- |
| Kazajistán | 1         |